# Метний Врх
Метний Врх (словен. Metni Vrh) — поселення в общині Севниця, Споднєпосавський регіон, Словенія. Висота над рівнем моря: 571,5 м.